# Gatekeeper
Pour les articles homonymes, voir Gatekeeper (homonymie).
Les portiers (GK: Gatekeeper) sont des éléments optionnels dans une solution de réseau informatique H.323. Ils ont pour rôle de réaliser la traduction d'adresse (numéro de téléphone - adresse IP) et la gestion des autorisations. Cette dernière permet de donner ou non la permission d'effectuer un appel, de limiter la bande passante si besoin et de gérer le trafic sur le LAN. Les "gardes-barrières" permettent également de gérer les téléphones classiques et la signalisation permettant de router les appels afin d'offrir des services supplémentaires. Ils peuvent enfin offrir des services d’annuaires intégrés ou d'interconnexions avec des annuaires externes du type LDAP.
Certaines implémentations peuvent se servir de serveurs d'authentification comme RADIUS pour les autorisations de connexions.

## Implémentations
- GnuGk: GNU Gatekeeper
- Nortel met en œuvre cette fonction sur différents types d'équipements:
  - PABX IP Nortel Business Communication Manager 
  - PABX IP Nortel Communication Server 1000 
  - PABX IP Nortel Communication Server 2100 
  - Softswitch pour opérateur Nortel Communication Server 2000
- Cisco a implémenté le support des portiers dans :
  - Cisco IOS release version 11.3(2)NA and 12.0(3)T
  - Cisco Cisco Unified Communications Manager
  - Cisco Multimedia Conference Manager (MCM)
- M2Msoft propose un Gatekeeper routé H323/SIP avec des API C et JAVA